# 連邦巡回区控訴裁判所

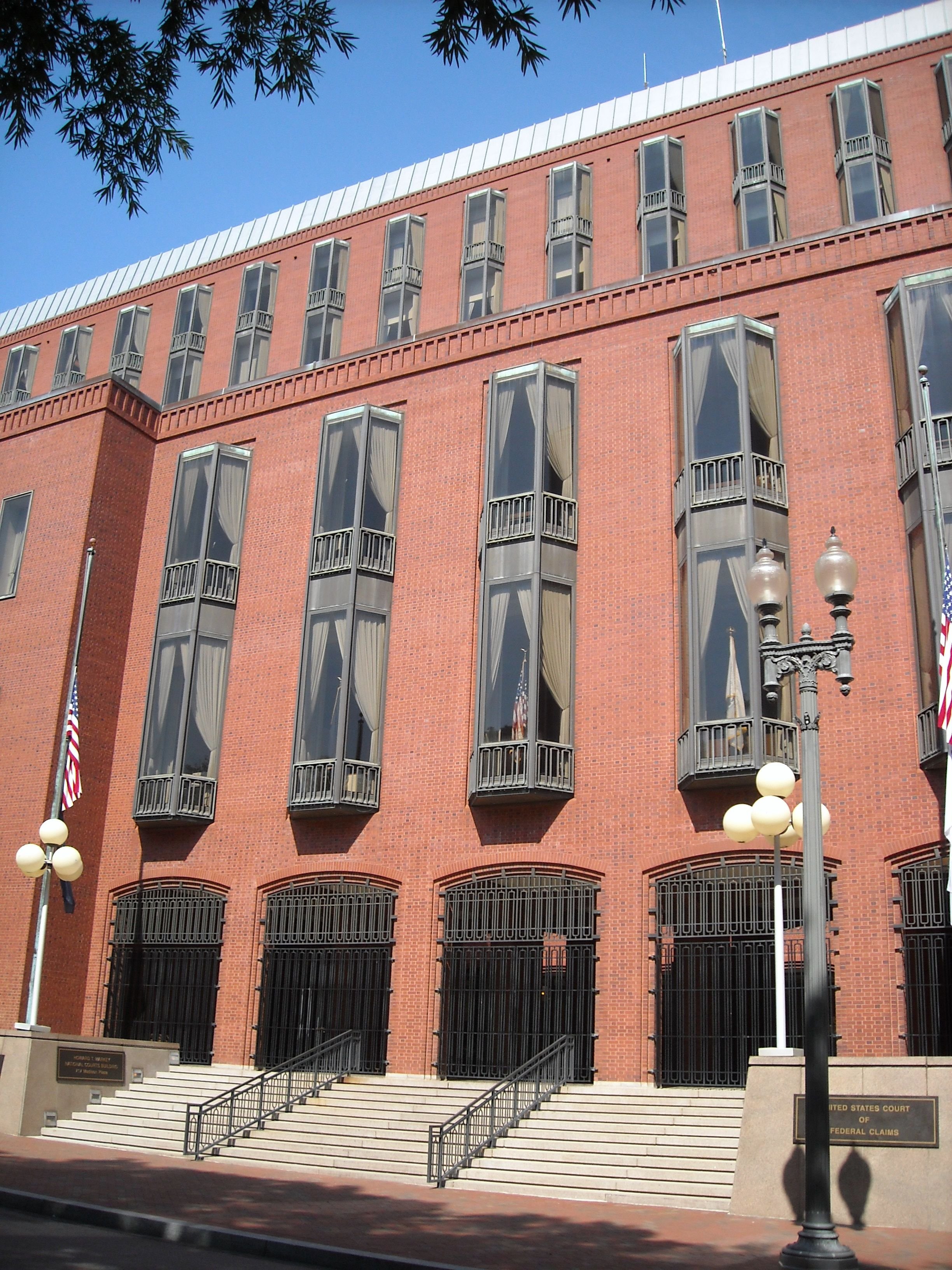
連邦巡回区控訴裁判所が入居するハワード・T・マーキー裁判所庁舎

合衆国連邦巡回区控訴裁判所（がっしゅうこくれんぽうじゅんかいくこうそさいばんしょ、英: United States Court of Appeals for the Federal Circuit, CAFC）は、アメリカ合衆国における控訴裁判所のひとつで、アメリカ合衆国全域における特許や関税などの特定分野の事件を管轄する裁判所である。

## 概要

控訴裁判所及び地方裁判所の管轄区域（FEDは連邦巡回区控訴裁判所）

1982年10月1日に設立され、ワシントンD.C.に本部を置く。
合衆国を12の巡回区（第1巡回区～第11巡回区及びD.C.巡回区）に分けて管轄する他の控訴裁判所とは異なり、CAFCの管轄は、地理的範囲ではなく、事件の種類によって定められている。すなわち、CAFCは、アメリカ合衆国全域における特許権侵害および特許の有効性に関する控訴事件を扱う。また、特許以外にも、関税などの分野の控訴事件も管轄する。ただし、知的財産権のうちでも、著作権はCAFCの管轄ではないことに留意する必要がある（なお、米国においては、意匠は意匠特許として特許法で保護されるので、CAFCの管轄である）。
CAFCが設立される以前、特許に関する訴訟は全国各地の控訴裁判所で取り扱われていた。しかし、特許に関する訴訟は技術的、法律的に専門的な判断が求められるにもかかわらず、専門の人材が充分でない各控訴裁判所では、充分な審理を尽くすことができず、その判決には相互に反するものも多かった。これは特許権の有効性の予見性を低下させ、結果的に特許権を弱めることにつながる。当事者の間では、自身に有利な判決を出す傾向のある控訴裁判所で訴訟を提起するフォーラム・ショッピングが行われるようになっていた。CAFCの設立の目的は、各控訴裁判所によってばらつきがあった特許事件は専属管轄で行うこととし、CAFCで判断を統一することにあった。
日本でも、CAFCなどを参考に、2005年に知的財産高等裁判所が設立されている。